# Evgeniya Dobrovolskaya
Evgeniya Vladimirovna Dobrovolskaya (em russo: Евге́ния Влади́мировна Доброво́льская; Moscou, 26 de dezembro de 1964 – Moscou, 10 de janeiro de 2025) foi uma atriz russa-soviética de cinema e teatro.
Após se formar na Academia Russa de Artes Teatrais (GITIS), Evgeniya atuou nos palcos do Teatro de Arte Maxim Gorky, Teatro-Estúdio, Teatro-Estúdio de Sovremennik 2 e Teatro de Arte Chekhov Moscow.
Evgeniya recebeu o título de Artista do Povo da Federação Russa (2005) e foi laureada com o prêmio Nika (2001) e o prêmio Água de Ouro (2007).

## Biografia
Filha de Vladimir Dobrovolski e Galina Dobrovolskaya, Evgeniya nasceu em 26 de dezembro de 1964, em Moscou, na antiga União Soviética.
Em 1987, ela se graduou na Academia Russa de Artes Teatrais (GITIS), instituição que pertencia a Lyudmila Kasatkina e Sergei Kolosov. Em seguida, foi admitida no Teatro de Arte Maxim Gorky, em Moscou, onde atuou por um ano. Na temporada de 1988-1989, tornou-se atriz do Teatro-Estúdio, sob a direção de Oleg Tabakov. Depois se transferiu para o Teatro-Estúdio de Sovremennik 2 (criado com base no curso final da Escola de Teatro de Arte de Moscou, sob a liderança de Mikhail Yefremov) e, logo em seguida, para o Teatro de Arte Chekhov Moscow.
Nos cinemas, ela estreou quatro anos antes de se formar. Na ocasião, em 1983, atuou como protagonista no filme Gaiola Canária (em russo: Клетка для канареек). Nos anos seguintes recebeu diversas propostas de filmes, estreando em: Até a Neve Cair... (em russo: Пока не выпал снег…), Contrato do Século (em russo: Контракт века), Em uma única vida (em russo: В одну-единственную жизнь) e Moonsund (em russo: Моонзунд).

## Vida pessoal
Dobrovolskaya ainda estudava na academia de arte quando se casou com Vyacheslav Baranov, o casal teve um filho, Stepan, mas o casamento não durou bastante tempo. Alguns anos depois do divórcio, tornou-se a casar com o ator Mikhail Yefremov; em 1991, teve seu segundo filho, Nikolai. No início da década de 2000, ela iniciou um rápido relacionamento com o ator Yaroslav Boyko, com quem teve seu terceiro filho. Em 2009, iniciou-se seu terceiro casamento, desta vez com o diretor de fotografia Dmitry Manannikov, o casamento vigora até os últimos dias, tendo uma filha.

## Morte
Evgeniya morreu no dia 10 de janeiro de 2025, aos 60 anos, em Moscou. A causa da morte seria insuficiência cardíaca aguda, devido a um câncer.